# Peralveche
Peralveche település Spanyolországban, Guadalajara tartományban. Peralveche Arbeteta, El Recuenco, Vindel, Castilforte, Salmerón, Escamilla, Pareja és Trillo, Guadalajara községekkel határos. Lakosainak száma 73 fő (2024).

## Népesség
A település népessége az utóbbi években az alábbiak szerint változott:
| Lakosok száma | 142  | 112  | 106  | 88   | 103  | 73   | 60   | 45   | 40   | 73   |
|               | 2001 | 2004 | 2006 | 2009 | 2011 | 2014 | 2016 | 2019 | 2021 | 2024 |